# 니콜라스 튈프 박사의 해부학 수업
니콜라스 튈프 박사의 해부학 수업(네덜란드어: De anatomische les van Dr. Nicolaes Tulp)은 1632년 렘브란트의 유화 작품으로, 현재 네덜란드 헤이그의 마우리츠하위스 미술관에 소장되어 있다. 원래는 외과의사 협회의 회의실에 내걸 목적으로 그려졌으며, 렘브란트의 초창기 걸작 중 하나로 평가받고 있다.
제목 그대로 니콜라스 튈프 박사가 여러 명의 의사 수강생에게 팔의 근육 조직을 집으며 설명하는 모습을 그렸다. 그림 속 의사 가운데는 일부러 그림 속에 등장하기 위해 렘브란트에게 수수료를 지불한 사람도 있다.
왼쪽 상단 모서리에는 렘브란트의 서명이 적혀 있는데 이전까지 사용하던 모노그램 글자인 'RHL' (레이던의 렘브란트 하르먼스존)가 아니라 'Rembrandt. f[ecit] 1632'라고 적혀 있어, 본명을 서명해둔 최초의 작품으로 여겨진다. 이에 따라 당시 렘브란트의 미적 자신감이 커지고 있음을 드러내는 신호로 평가되고 있다.

## 상세

### 배경
작품 속의 풍경은 실제로 이뤄지던 해부학 수업을 그려낸 것으로, 그 날짜는 1632년 1월 31일로 거슬러 올라간다. 당시 암스테르담 외과의사 협회는 시에서 공인한 해부학자였던 튈프 박사의 주도로 1년에 한 차례만 공개 해부수업을 실시하였으며, 시신은 사형수의 것만 쓰도록 허가받았다.
17세기 유럽에서 해부학 수업은 일종의 사교 행사였으며, 강의실은 말 그대로 극장의 무대를 활용하였다. 학생과 동료의사는 물론 일반 관람객도 입장료를 내고 참관할 수 있었다. 또한 각 참석자들은 사교행사에 걸맞은 정복을 차려입고 왔다. 그림 속의 가장 위쪽과 가장 왼쪽에 배치된 인물은 나중에 추가로 그려넣은 것으로 추정되고 있다.
암스테르담 외과의사 협회는 5년~10년마다 당대 최고의 화가에게 초상화를 의뢰하는 관례가 있었다. 스물다섯 살의 렘브란트 역시 길드의 의뢰를 받고 암스테르담으로 건너왔다. 암스테르담 활동기의 첫번째 대표 의뢰작이었던 것이다. 그림 속의 의사들은 작품에 자기 모습이 등장하도록 하는 대가로 일정 금액을 지불하였으리라 추정되며, 그 가운데서도 중앙부에 배치된 인물 (본 그림의 경우 튈프 박사)는 통상적인 금액보다 더 많이, 심지어 2배에 달하는 금액을 지불했을 것으로 보인다.
작품 속의 풍경 자체는 현실에 기반한 것이 아니라 특정 상황을 가정하여 그린 것으로 추정되는데, 해부학 수업에서 외과의사가 흉강과 흉부를 개방하는 것부터 시작한다. 흉강의 내부 장기가 가장 빨리 부패되기 때문이다. 그럼에도 불구하고 렘브란트의 초상화는 그림 중앙에 마치 예수 그리스도를 함의한 듯한 시체의 전신을 두면서, 단순 초상화에 그칠 것이 아니라 극적인 미장센을 형성하여 장르의 관습을 근본적으로 바꾸어 버렸다.
그림 속에는 수업용 시신을 준비하는 관계자가 그려져 있지 않다. 17세기만 하더라도 튈프 교수 같은 과학자들은 해부와 같은 천하고 피비린내 나는 일에 직접적으로 관여하지 않았으며 다른 사람이 대신하도록 하였다. 이러한 이유로 그림 속에는 절단용 도구가 그려져 있지 않으며, 오른쪽 하단에 큼직한 해부학 교과서가 펼쳐진 것으로 대신하였다. 정황상 1543년 안드레아스 베살리우스가 쓴 《인체의 구조에 관하여》 (De humani corporis fabrica)인 것으로 추정된다.

### 시신
해부중인 시신 역시 실존 인물을 담아낸 것으로 그 주인공은 범죄자 아리스 킨트 (Aris Kindt, 본명은 아드리안 아드리안스존 - Adriaan Adriaanszoon)이다. 아리스 킨트는 무장 강도 혐의로 유죄 판결을 받고 교수형을 선고받았으며, 당일 오전에 처형되어 해부 수업 현장으로 옮겨졌다. 아리스 킨트는 W. G. 제발트의 1999년 소설 《토성의 고리》 (The Rings of Saturn)의 소재로 등장하고 있으며, 작가이자 저널리스트인 니나 시갈도 2014년 역사 소설 《해부학 수업》 (The Anatomy Lesson)에서 암스테르담시 기록 보관소에서 발견한 범죄 기록에 관한 문서를 바탕으로 아리스 킨트의 인생사를 재구성하였다.

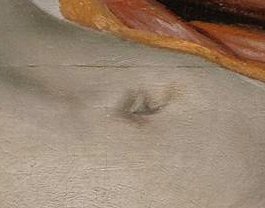
시체의 배꼽은 대문자 R의 모양을 띄고 있다.

시신의 얼굴은 부분적으로 명암이 진 것으로 처리되어 있는데, 이는 렘브란트가 자주 사용했던 기법인 '죽음의 그림자' (umbra mortis)를 표현한 것이다. 한편 프랑스 미술사학자 장-마리 클라크(Jean-Marie Clarke)는 시체의 배꼽이 대문자 R의 모양을 띄고 있다면서 이것 역시 렘브란트의 서명과 관련이 있다는 설을 제기하였다. 1632년 렘브란트가 세 가지 모양의 대문자 서명을 번갈아 쓰다가 이듬해 1633년부터 모양을 결정하고 그것만 쓰기 시작한 사실과 연관이 있다는 것이다.
의학전문가들은 그림 속의 근육과 힘줄 묘사가 비교적 정확한 편이라는 점을 높이 평가하고 있다. 렘브란트가 이러한 해부학 지식을 어디서 얻었는지는 밝혀진 바가 없지만, 해부학 교과서의 삽화를 참고해 따라 그렸을 가능성도 있다. 반대로 의학계에서는 묘사가 정확치 않다는 시각도 있는데, 2006년 네덜란드에서 남성의 시신으로 그림 속 구도를 재현한 결과, 피부를 벗긴 왼쪽 팔뚝의 묘사가 실제 시신와 비교하여 몇 가지 일치하지 않는 부분이 있다는 사실이 드러났다.
특히 시신의 손목뼈와 새끼손가락 쪽 자뼈의 측면을 따라 흐르는 흰색 끈의 정체를 놓고 척골신경이 변형된 걸 묘사한 것이라는 설과, 그림상의 오류일 뿐이라고 일축하는 설이 대립하였는데, 2007년 미국 예술가이자 해부학자인 데이비드 J, 재코 (J. Jackowe)의 공동 연구에서는 팔뚝의 변형근육인 새끼벌림근의 힘줄일 가능성이 높다고 판정하였다.

## 관련 작품

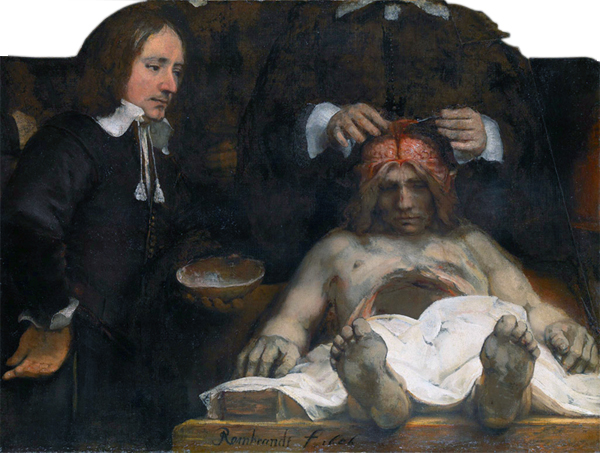
렘브란트의 《데이만 박사의 해부학 수업》 (1656년)

1656년 렘브란트가 그린 《데이만 박사의 해부학 수업》은 이 그림의 후속작에 해당되는 작품으로, 본 작품과 함께 암스테르담의 해부학관에 내걸릴 예정이었다. 이 그림 속의 데이만 박사는 튈프 박사의 후임 해부학자로 활동하였다. 1723년 화재로 그림 대부분이 손상되었으며 현재는 중앙 부분만 남아 있다.
19세기 프랑스 인상주의 화가 에두아르 마네는 1856년경 네덜란드 헤이그를 방문하여 《해부학 수업》의 사본을 작은 크기로 그려 남겼다. 마네는 한정된 팔레트로 폭넓은 그림을 그렸으며 주치의였던 프랑수아 시레디(François Siredey)에게 그림을 선물하였다.

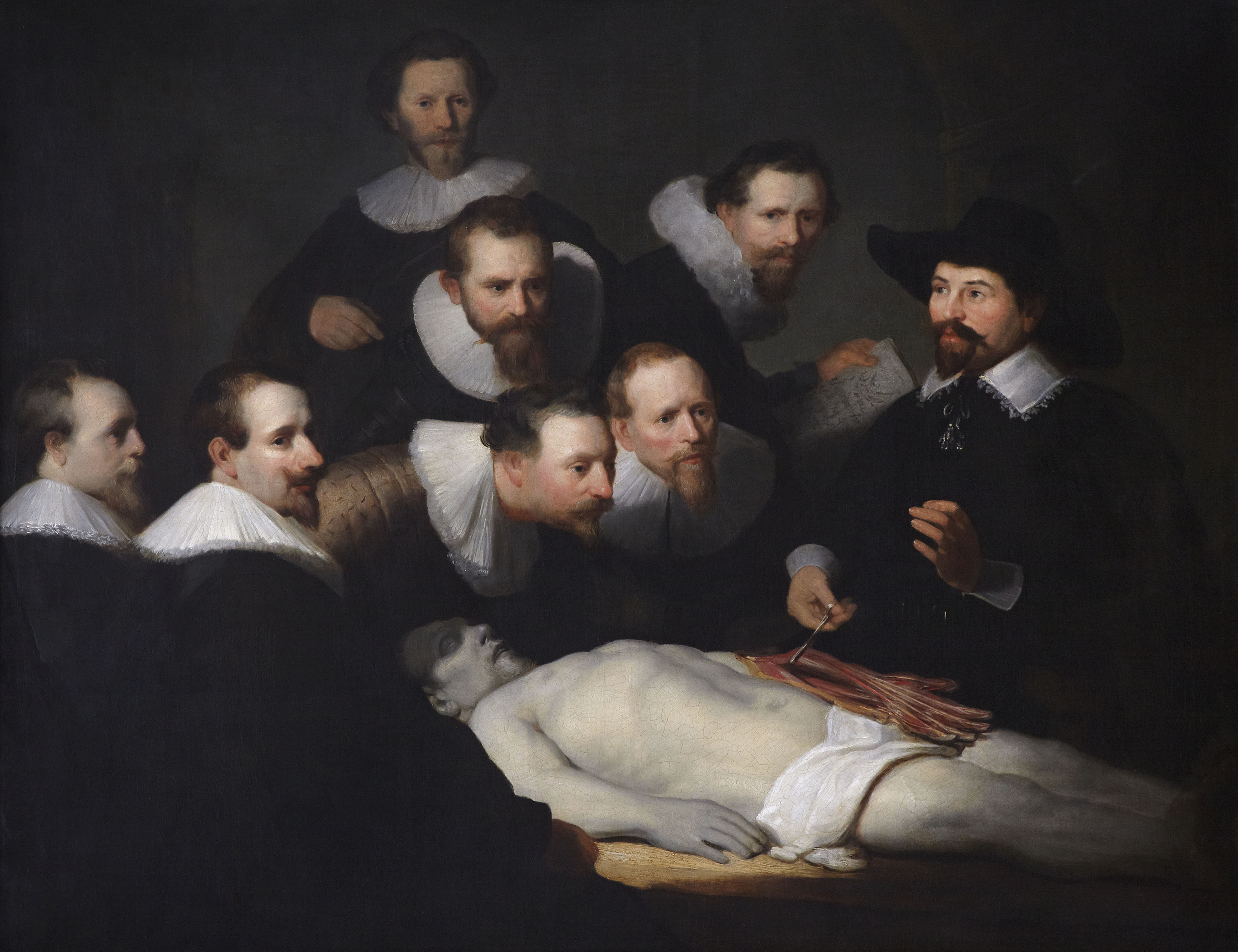
《니콜라스 튈프 박사의 해부학 수업》 (에든버러 미술대학 소장)

영국 에든버러 미술 대학교에도 《니콜라스 튈프 박사의 해부학 수업》의 사본이 소장되어 있는데 그린이는 전해지지 않으며 원본보다 세부묘사가 조금 떨어진다.
19세기 미국 화가 토마스 에킨스는 이 그림과 비슷한 주제로 1875년 《그로스 클로닉》과 1889년 《애그뉴 클리닉》이란 작품을 그렸다. 살아있는 환자의 수술 광경을 의대생들이 둘러싸며 지켜보는 모습을 묘사하였다.
2010년 현대미술 화가 율 다마소 (Yiull Damaso)는 이 그림 속의 인물들을 남아공의 대통령과 정치인들로 대체한 패러디 작품을 선보였다. 누워 있는 시신은 넬슨 만델라, 강사 역에는 은코시 존슨, 학생 역에는 데즈먼드 투투, 프레데리크 빌렘 데 클레르크, 타보 음베키, 제이컵 주마, 시릴 라파모사, 트레보어 마누엘, 헬렌 질의 얼굴이 그려졌다. 이 그림에 대해 아프리카 국민회의는 만델라에 무례하고 인종차별적이며, 살아있는 사람을 죽은 것으로 묘사하는 것은 아프리카에서 금기시되어 있는 것에 무지하다고 비판했다.

## 같이 보기
- 데이만 박사의 해부학 수업 (1656년) - 렘브란트의 또다른 해부학 관련 그림으로 현재는 단편적으로만 남아 있다.
- 렘브란트의 작품 목록

## 참고자료
- The Anatomy Lesson of Nicolaes Tulp at the Literature, Arts & Medicine Database
- Heller, Joseph (1988), Picture This, Scribner Paperback Fiction, ISBN 0-684-86819-9